# Morimospasma paradoxum
Morimospasma paradoxum är en skalbaggsart som beskrevs av Ludwig Ganglbauer 1890. Morimospasma paradoxum ingår i släktet Morimospasma och familjen långhorningar. Inga underarter finns listade i Catalogue of Life.